# Сен-Жан-ле-Вьё (Эн)
Сен-Жан-ле-Вьё (фр. Saint-Jean-le-Vieux) — коммуна во Франции, находится в регионе Рона — Альпы. Департамент — Эн. Входит в состав кантона Понсен. Округ коммуны — Нантюа.
Код INSEE коммуны — 01363.

## География

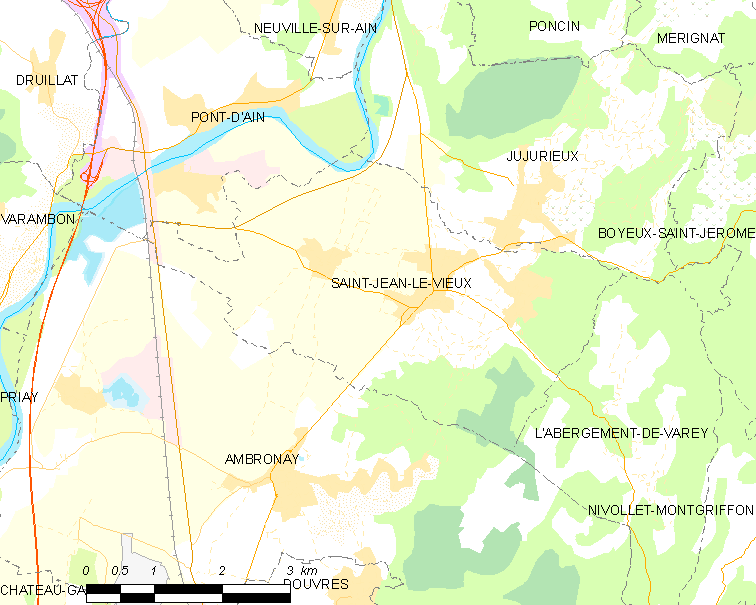
Карта коммуны

Коммуна расположена приблизительно в 390 км к юго-востоку от Парижа, в 55 км северо-восточнее Лиона, в 23 км к юго-востоку от Бурк-ан-Бреса.
На севере коммуны протекает река Эн.

## Климат
Климат полуконтинентальный с холодной зимой и тёплым летом. Дожди бывают нечасто, в основном летом.

## Население
Население коммуны на 2010 год составляло 1609 человек.
| 1962 | 1968 | 1975 | 1982 | 1990 | 1999 | 2010 |
| ---- | ---- | ---- | ---- | ---- | ---- | ---- |
| 1039 | 1083 | 1024 | 1061 | 1274 | 1449 | 1609 |

## Администрация
| Период | Период | Фамилия         | Партия                                             | Примечания |
| ------ | ------ | --------------- | -------------------------------------------------- | ---------- |
| 1945   | 1977   | Луи Эмерья      |                                                    |            |
| 1977   | 1995   | Филипп Петибон  |                                                    |            |
| 1995   | 2014   | Жан-Люк Орсе    |                                                    |            |
| 2014   | 2020   | Кристиан Батайи | Союз демократов и независимых (Радикальная партия) |            |

## Экономика
В 2010 году среди 1030 человек трудоспособного возраста (15—64 лет) 787 были экономически активными, 243 — неактивными (показатель активности — 76,4 %, в 1999 году было 72,6 %). Из 787 активных жителей работали 746 человек (411 мужчин и 335 женщин), безработных было 41 (15 мужчин и 26 женщин). Среди 243 неактивных 72 человека были учениками или студентами, 106 — пенсионерами, 65 были неактивными по другим причинам.

## Достпоримечательности
- Замок Варе[фр.] (XIII век). Исторический памятник с 1983 года.[4]